# Oberhosenbach
Oberhosenbach ist eine Ortsgemeinde im Landkreis Birkenfeld in Rheinland-Pfalz. Sie gehört der Verbandsgemeinde Herrstein-Rhaunen an.

## Geographie
Oberhosenbach liegt rund 18 km nördlich von Idar-Oberstein in der Nähe der Deutschen Edelsteinstraße und der Hunsrück Schiefer- und Burgenstraße. Die Hälfte der Gemarkungsfläche ist bewaldet.

## Geschichte
Die erste urkundliche Erwähnung erfolgte im Jahre 1318 als Volmarshusenbach.
Bevölkerungsentwicklung
Die Entwicklung der Einwohnerzahl von Oberhosenbach, die Werte von 1871 bis 1987 beruhen auf Volkszählungen:
| Jahr | Einwohner |
| 1815 | 134       |
| 1835 | 140       |
| 1871 | 133       |
| 1905 | 129       |
| 1939 | 131       |
| 1950 | 161       |

| Jahr | Einwohner |
| 1961 | 133       |
| 1970 | 140       |
| 1987 | 141       |
| 1997 | 157       |
| 2005 | 152       |
| 2023 | 121       |

## Politik

### Gemeinderat
Der Gemeinderat in Oberhosenbach besteht aus sechs Ratsmitgliedern, die bei der Kommunalwahl am 9. Juni 2024 in einer Mehrheitswahl gewählt wurden, und der ehrenamtlichen Ortsbürgermeisterin als Vorsitzender.

### Bürgermeister
Kirsten Beetz (CDU) wurde 2004 Ortsbürgermeisterin von Oberhosenbach. Da bei der Direktwahl am 9. Juni 2024 kein Wahlvorschlag eingereicht wurde, oblag die Neuwahl des Bürgermeisters gemäß rheinland-pfälzischer Gemeindeordnung dem Rat, der auf seiner konstituierenden Sitzung am 16. Juli 2024 die bisherige Ortsbürgermeisterin Kirsten Beetz für weitere fünf Jahre in ihrem Amt bestätigte.

## Wirtschaft und Infrastruktur
Im Süden verläuft die Bundesstraße 41. In Fischbach ist ein Bahnhof der Bahnstrecke Bingen–Saarbrücken.

## Persönlichkeiten
- Rudolf Opitz (1890–1940), Lehrer, Paläontologe und Schriftsteller war Lehrer in Oberhosenbach